# Liste der Kulturgüter in Leysin
Die Liste der Kulturgüter in Leysin enthält alle Objekte in der Gemeinde Leysin im Kanton Waadt, die gemäss der Haager Konvention zum Schutz von Kulturgut bei bewaffneten Konflikten, dem Bundesgesetz vom 20. Juni 2014 über den Schutz der Kulturgüter bei bewaffneten Konflikten sowie der Verordnung vom 29. Oktober 2014 über den Schutz der Kulturgüter bei bewaffneten Konflikten unter Schutz stehen.
Objekte der Kategorie A sind im Gemeindegebiet nicht ausgewiesen, Objekte der Kategorie B sind vollständig in der Liste enthalten, Objekte der Kategorie C fehlen zurzeit (Stand: 1. Januar 2023).

## Kulturgüter
| Foto | | Objekt | Kat. | Typ | Standort                              | Beschreibung |
| ---- | --- | --- | ---- | --- | ------------------------------------- | ------------ |
| BW   | Datei hochladen · Wikidata zu (Q29891090)                                                             | Chalets d'Aï, zwei Alpenchalets und dreizehn Ställe / Chalets d'Aï, deux chalets d’alpage et treize écuries KGS-Nr.: 06214     | B    | G   | Les Chamois 566799 / 134900           |              |
| ja   | Datei hochladen · Wikidata zu Klinik "Manufaktur" von Dr. Rollier (Q29891093)                         | Klinik «Manufaktur» von Dr. Rollier / Clinique «manufacture» du Dr. Rollier KGS-Nr.: 06215                                     | B    | G   | Route du Belvédère 35 566963 / 132572 |              |
| ja   | Datei hochladen · Wikidata zu Grand Hôtel (ehemaliges Hôtel de la Source) (Q29891096)                 | Grand Hôtel (ehemaliges Hôtel de la Source) / Grand Hôtel (ancien hôtel de la Source) KGS-Nr.: 06216                           | B    | G   | Chemin de la Source 3 566778 / 132740 |              |
| ja   | Datei hochladen · Wikidata zu Reformierte Kirche Saint-Théodule (Q29891095)                           | Reformierte Kirche Saint-Théodule / Église réformée Saint-Théodule KGS-Nr.: 06217                                              | B    | G   | Rue Louis Favez 2 567200 / 132343     |              |
| ja   | Datei hochladen · Wikidata zu Swiss hôtel management school (ehemaliges Hotel Belvedere) (Q132730440) | Schweizer Hotelfachschule (ehemaliges Hotel Belvedere) / Swiss hôtel management school (ancien hôtel Belvédère) KGS-Nr.: 14661 | B    | G   | Route du Belvédère 31 567076 / 132676 |              |